# Koševi
Koševi (cyr. Кошеви) – wieś w Serbii, w okręgu rasińskim, w mieście Kruševac. W 2011 roku liczyła 383 mieszkańców.